# Михайлів (Замостський повіт)
Михайлів (або Михалів, Міхалюв, пол. Michalów) — село в Польщі, у гміні Сулув Замойського повіту Люблінського воєводства. Населення — 909 осіб (2011).

## Історія
1695 року вперше згадується церква східного обряду в селі.
За даними етнографічної експедиції 1869—1870 років під керівництвом Павла Чубинського, у селі переважно проживали польськомовні римо-католики, меншою мірою — греко-католики, які також розмовляли польською.
У міжвоєнні 1918-1939 роки польська влада в рамках великої акції руйнування українських храмів на Холмщині і Підляшші перетворила місцеву православну церкву на римо-католицьку капличку.
У 1975—1998 роках село належало до Замойського воєводства.

## Населення
Демографічна структура станом на 31 березня 2011 року:
|          | Загалом | Допрацездатний вік | Працездатний вік | Постпрацездатний вік |
| -------- | ------- | ------------------ | ---------------- | -------------------- |
| Чоловіки | 456     | 96                 | 321              | 39                   |
| Жінки    | 453     | 86                 | 268              | 99                   |
| Разом    | 909     | 182                | 589              | 138                  |